# Чемпионат Гуама по шоссейному велоспорту
Чемпионат Гуама по шоссейному велоспорту — национальный чемпионат Гуама по шоссейному велоспорту, проводимый Федерацией велоспорта Гуама с 2000 года. За победу в дисциплинах присуждается майка в цветах национального флага (на илл.).

## Обзор
Первый чемпионат был проведён в 2000 году. С 2010 года проводится регулярно в рамках Тура Гуама, призёрами чемпионата становятся лучшие местные гонщики.
В ряде источников Джэйк Джонс значится как американец, но он выступает как представитель Гуама.

## Призёры

### Мужчины. Групповая гонка.
| Год  | Победитель    | Второй          | Третий           |         |
| ---- | ------------- | --------------- | ---------------- | ------- |
| 2000 | Грег Джексон  | Джази Гарсия    | Дерек Хортон     |         |
| 2010 | Джази Гарсия  | Бен Фергюсон    | Дерек Хортон     |         |
| 2011 | Питер Ломбард | Дерек Хортон    | Марк Уолтерс     |         |
| 2012 | Питер Ломбард | Дерек Хортон    | Кэмерон О'Нил    |         |
| 2013 | Джон Мартин   | Джеффри Филлипс | Рэнди Ривз       |         |
| 2014 | Питер Ломбард | Патрик Камачо   | Джэйк Джонс      |         |
| 2015 | Питер Ломбард | Патрик Камачо   | Джон Мартин      |         |
| 2016 | Патрик Камачо | Джон Мартин     | Дэн Апоник       |         |
| 2017 | Джэйк Джонс   | Джон Мартин     | Дэн Апоник       |         |
| 2018 | Дэн Апоник    | Джейк Гимото    | Джон Мартин      |         |
| 2019 | Дэн Апоник    | Тим Бошамп      | Джейк Гимото     |         |
| 2020 | отменён       | отменён         | отменён          | отменён |
| 2021 | Райн Матиенцо | Джон Мартин     | Дэн Апоник       |         |
| 2022 | Блейд Блас    | Питер Ломбард   | Эдвард Оингеранг |         |

### Мужчины. Индивидуальная гонка.
| Год  | Победитель  | Второй           | Третий     |
| ---- | ----------- | ---------------- | ---------- |
| 2022 | Джэйк Джонс | Эдвард Оингеранг | Блейд Блас |

### Женщины. Групповая гонка.
| Год  | Победитель          | Второй     | Третий        |         |
| ---- | ------------------- | ---------- | ------------- | ------- |
| 2016 | Дженнифер Камачо    |            |               |         |
| 2017 | Кристина Ингварссон |            |               |         |
| 2018 | Милен Гарсия        |            |               |         |
| 2019 | Джойс Кальма        |            |               |         |
| 2020 | отменён             | отменён    | отменён       | отменён |
| 2021 | Джойс Кальма        |            |               |         |
| 2022 | Тара Рейес          | Ализа Хаун | Бланда Камачо |         |